# ISO/TC 97
ISO/TC 97は、1986年まで存在した、コンピュータと情報処理（Computers and Information Processing）に関する標準化を行うISO配下の技術委員会。ISO 646など、今日でも情報分野において重要な様々な国際規格を開発してきたが、同分野の標準化を行うIEC配下の技術委員会と、技術内容が重複・競合し、その弊害が目立ってきた。
そのため、情報分野については IEC と共同で標準化を行うこととし、1987年、新たにISOとIECの合同技術委員会 ISO/IEC JTC 1 が発足、ISO/TC 97はJTC 1に組み込まれる形で発展的解消を遂げた。